# Sveriges rättsväsen
Sveriges rättsväsen är ett samlingsbegrepp för de institutioner som ansvarar för rättssäkerhet och rättstrygghet i Sverige, allt från Polisen till Högsta domstolen och kriminalvården. Det svenska rättsväsendet upprätthåller svensk lag bland annat genom att förebygga brott, utreda brott, verkställa påföljder samt ge stöd till brottsoffer.
Domstolar och myndigheter är organiserade under justitiedepartementet. 

## Myndigheter

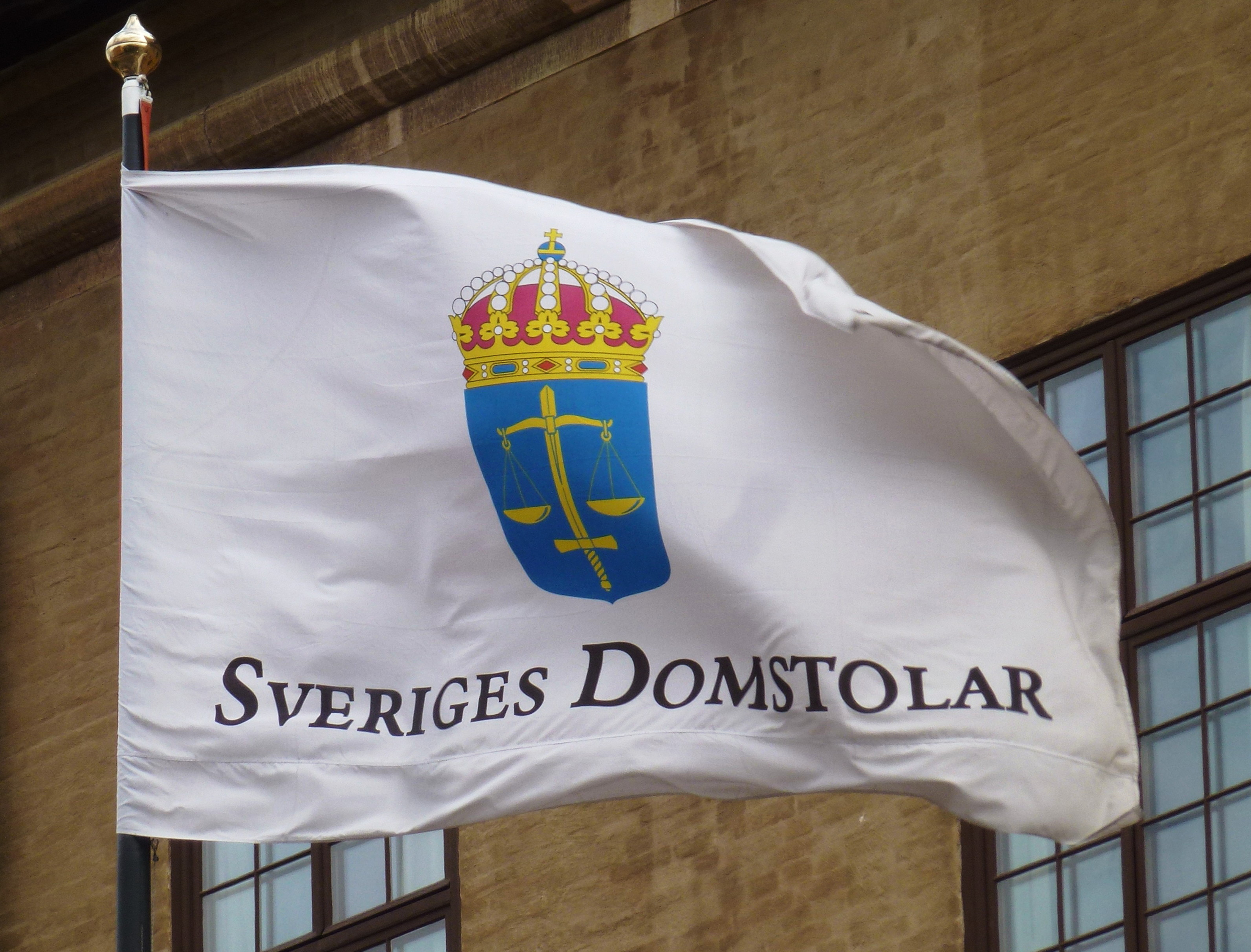

Domstolarna utgör stommen i rättsväsendet. För Sveriges domstolar finns det en särskild administrativ myndighet, Domstolsverket, som lyder under regeringen. För den som saknar ekonomiska möjligheter att ta till vara sin rätt finns möjlighet att få rättshjälp.
Till rättsväsendet räknas även de brottsförebyggande och utredande myndigheterna: Polismyndigheten, Säkerhetspolisen, Åklagarmyndigheten, Ekobrottsmyndigheten, Tullverket och Skattebrottsenheten. Även andra myndigheter som Rättsmedicinalverket och Kronofogdemyndigheten har uppgifter inom rättsväsendet, liksom Brottsoffermyndigheten, som samlar och distribuerar information och forskningsresultat. Kriminalvården är det statliga verk som handhar svensk kriminalvård och därmed verkställande av straff.
Kontroll av myndigheterna utövas av Justitieombudsmannen, Justitiekanslern och de centrala förvaltningsmyndigheterna.

### Lista över myndigheter inom Sveriges rättsväsen
- Brottsförebyggande rådet (BRÅ)
- Brottsoffermyndigheten (BrOM)
- Ekobrottsmyndigheten (EBM)
- Domstolsverket
- Justitiekanslern (JK)
- Kriminalvården
- Kronofogdemyndigheten
- Kustbevakningen
- Polismyndigheten
- Riksdagens ombudsmän ("Justitieombudsmannen", JO)
- Rättshjälpsmyndigheten
- Rättsmedicinalverket (RMV)
- Skatteverket
- Säkerhets- och integritetsskyddsnämnden (SIN)
- Säkerhetspolisen (SÄPO)
- Tullverket
- Åklagarmyndigheten

## Övrigt
Till rättsväsendet bör räknas Advokatsamfundet, som inte är en myndighet men har offentligrättslig ställning genom att dess stadgar fastställts av regeringen enligt 8 kap rättegångsbalken. Den som är misstänkt för ett allvarligt brott och den som är frihetsberövad har alltid rätt att få en offentlig försvarare, i allmänhet en advokat, förordnad.
När det gäller tvister mellan konsumenter och näringsidkare finns det en möjlighet för konsumenterna att vända sig till Allmänna reklamationsnämnden (ARN).
I Sverige förekommer det också att tvister inom näringslivet avgörs av skiljemän. Skiljeförfarandet är en form av privat rättskipning. Stockholms Handelskammares Skiljedomsinstitut är ett av världens främsta institut för tvister mellan företag i västvärlden och företag i Kina, Ryssland, Ukraina, Kazakstan med flera länder.

### Webbkällor
- ”Det svenska rättsväsendet” (PDF). Justitiedepartementet. 2015. http://www.regeringen.se/contentassets/f7691b53fffc4f7c9edeeddf4cbb2e2f/det-svenska-rattsvasendet.pdf. Läst 27 december 2015.
- Strömholm, Stig. ”rättsväsen”. Nationalencyklopedin. http://www.ne.se/uppslagsverk/encyklopedi/l%C3%A5ng/r%C3%A4ttsv%C3%A4sen. Läst 27 december 2015.